# Sphaerococcus
Sphaerococcus, rod crvenih algi smješten u vlastitu porodicu Sphaerococcaceae, dio reda Gigartinales. Postoje dvije priznate vrste, a velik broj je prebačen u druge rodove.

## Vrste
1. Sphaerococcus coronopifolius Stackhouse
2. Sphaerococcus rhizophylloides J.J.Rodríguez y Femenías